# 絕對安培
絕對安培（abampere）簡稱aA或abA，也因法國物理學家让-巴蒂斯特·毕奥得名為必歐（biot），簡稱Bi，是厘米-克-秒制電磁單位制（emu）中電流的單位。若一絕對安培的電流通過半徑為1厘米的単匝環形線圈，對圓心形成的磁場為2π奥斯特。一絕對安培等於國際單位制的10安培。
厘米-克-秒制在電磁物理量部份有幾種不同的單位系統，除了電磁單位制外，還包括靜電單位制、高斯單位制及勞侖茲-黑維塞單位制，其中只有電磁單位制使用絕對安培為電流的單位，其他幾個單位制是以靜庫侖每秒或靜安培為電流的單位。
以下是一些和絕對安培有關的單位：
- 絕對庫侖–簡稱aC或abC，流有一絕對安培的導線，一秒內流過的電荷。
- 絕對亨利–簡稱aH或abH，若一導線上的電流變化率為每秒1絕對安培時，另一導線感應到的電動勢為1絕對伏特時，二導線之間的互感。
- 絕對歐姆–簡稱aHΩ或abΩ，是指導體上面流過一絕對安培的電流，兩端電壓為一絕對伏特下的電阻。

## 腳註
1. ↑  無因次量ccgs = 2.99792458×1010，在數值上等於光速在cm/s單位下的值